# Vilma hesseni nagyhercegné
Vilma avagy Vilhelmina hesseni nagyhercegné, született Vilma Lujza badeni hercegnő (németül: Prinzessin Wilhelmine Louise von Baden, Großherzogin von Hessen und bei Rhein, Karlsruhe,  1788. szeptember 10. – Rosenhöhe, 1836. január 27.) badeni hercegnő, házassága révén Hessen nagyhercegnéje.

## Élete

### Származása
Vilma hercegnő 1788 szeptemberében jött világra Károly Lajos badeni herceg (1755–1801) és Amália hessen–darmstadti hercegnő (1754–1832) nyolcadik, utolsó gyermekeként, egyben hatodik leányaként. Édesapja a badeni trón várományosa volt, azonban meghalt, mielőtt örökölhette volna a koronát. Édesanyja hesseni hercegnőként született, férje halála után jelentős szerepet játszott fogadott hazája közéletében. Amália hercegnő olyan jól házasította ki nyolc utódját, hogy az utókor „Európa anyósát” tiszteli benne.

### Házassága
Vilma hercegnő 1804. június 19-én nőül ment anyai ágról származó elsőfokú unokatestvéréhez, II. Lajos hesseni nagyherceghez. Házasságuk nem sikerült jól, ámbár hivatalosan hat gyermekük született:
- Lajos herceg (1806–1877), később Hessen nagyhercege
- Károly Vilmos herceg (1809–1877), nőül vette Mária Erzsébet porosz hercegnőt
- koraszülött gyermek (1820)
- Erzsébet hercegnő (1821–1826), kisgyermekként elhalálozott
- Sándor Lajos herceg (1823–1888), morganatikus házasságot kötött Julia von Hauke grófnővel; Battenberg hercege
- Maximiliána Vilma Mária hercegnő (1824–1880), II. Sándor cárral kötött házassága révén Oroszország cárnéja.

Vilma nagyhercegné és II. Lajos nagyherceg hamar eltávolodtak egymástól. Az uralkodó botrányai miatt a házaspár alig pár évnyi együttélés után elkülönült egymástól. Vilma nagyhercegné 1820-ban saját birtokot vásárolt Heiligenbergben, itt építette ki önálló udvartartását. A nagyhercegné viszonyt kezdett kincstárnokával, August von Senarclens de Grancy báróval. A több éven át tartó kapcsolatból feltehetően kettő, más források szerint négy gyermek származott. Az máig nem eldöntött kérdés, hogy pontosan melyik gyermekek is voltak balkézről valóak, ámbár Sándor herceg és Maximilianna hercegnő édesapja szinte biztosan nem II. Lajos volt. Ennek ellenére a nagyherceg felesége összes leszármazottját a sajátjaként ismerte el. Így vált lehetségessé, hogy II. Sándor orosz cár feleségül vegye Maximilianna hercegnőt, aki orosz cárnéként a Marija Alekszandrovna nevet kapta.

### Elhunyta
Vilma badeni hercegnő és hesseni nagyhercegné viszonylag fiatalon, negyvenhét éves korában halt meg Rosenhöhe városában, 1836. január 27-én. Noha férje, II. Lajos nagyherceg még több mint egy évtizeddel túlélte őt, nem nősült meg újból.

## Fordítás
- Ez a szócikk részben vagy egészben a Princess Wilhelmine of Baden című angol Wikipédia-szócikk ezen változatának fordításán alapul.  Az eredeti cikk szerkesztőit annak laptörténete sorolja fel. Ez a jelzés csupán a megfogalmazás eredetét és a szerzői jogokat jelzi, nem szolgál a cikkben szereplő információk forrásmegjelöléseként.
- Ez a szócikk részben vagy egészben a Wilhelmine Luise von Baden című német Wikipédia-szócikk ezen változatának fordításán alapul.  Az eredeti cikk szerkesztőit annak laptörténete sorolja fel. Ez a jelzés csupán a megfogalmazás eredetét és a szerzői jogokat jelzi, nem szolgál a cikkben szereplő információk forrásmegjelöléseként.